# Denis Matveev
Denis Vladimirovič Matveev (in russo Денис Владимирович Матвеев?; Leningrado, 25 aprile 1983) è un cosmonauta russo.
Nel 2022 ha preso parte alla missione spaziale di lunga durata Sojuz MS-21 (Expedition 67) sulla Stazione spaziale internazionale.

## Biografia

### Istruzione e primi lavori
Matveev ha conseguito la laurea in informatica e reti presso l'Università tecnica statale moscovita N. Ė. Bauman nel 2006. Dopo la laurea, Matveev ha iniziato a lavorare presso il Centro di addestramento cosmonauti Jurij Gagarin (GCTC) presso la Città delle Stelle, come assistente di ricerca junior. È stato promosso ingegnere nel 2009.

### Carriera come cosmonauta
Matveev è stato selezionato come cosmonauta nel 2010, nel Gruppo cosmonauti TsPK 15. Ha iniziato l'addestramento al GCTC il 12 ottobre 2010, divenendo cosmonauta collaudatore il 31 luglio 2012. La rivista russa Cosmonautics News ha riferito che Matveev era stato selezionato come ingegnere di volo per il volo spaziale Sojuz MS-06 verso la Stazione spaziale internazionale; tuttavia, non fu lanciato in questa missione e fu sostituito da Ivan Vagner. Alla fine, né Vagner né Matveev hanno volato in quella missione. Il 29 luglio 2024 si è ritirato dal Corpo cosmonauti di Roscosmos, continuando però a lavorare al GCTC come istrutture cosmonauta per i nuovi cosmonauti.

#### Sojuz MS-21 (Expedition 67)
Nel maggio 2021 venne assegnato all’equipaggio della Sojuz MS-21 come ingegnere di volo 1 e membro dell'Expedition 67 a bordo della Stazione Spaziale Internazionale. Il lancio è avvenuto il 18 marzo 2022 dal Cosmodromo di Bajkonur.